# Roland Kaiser

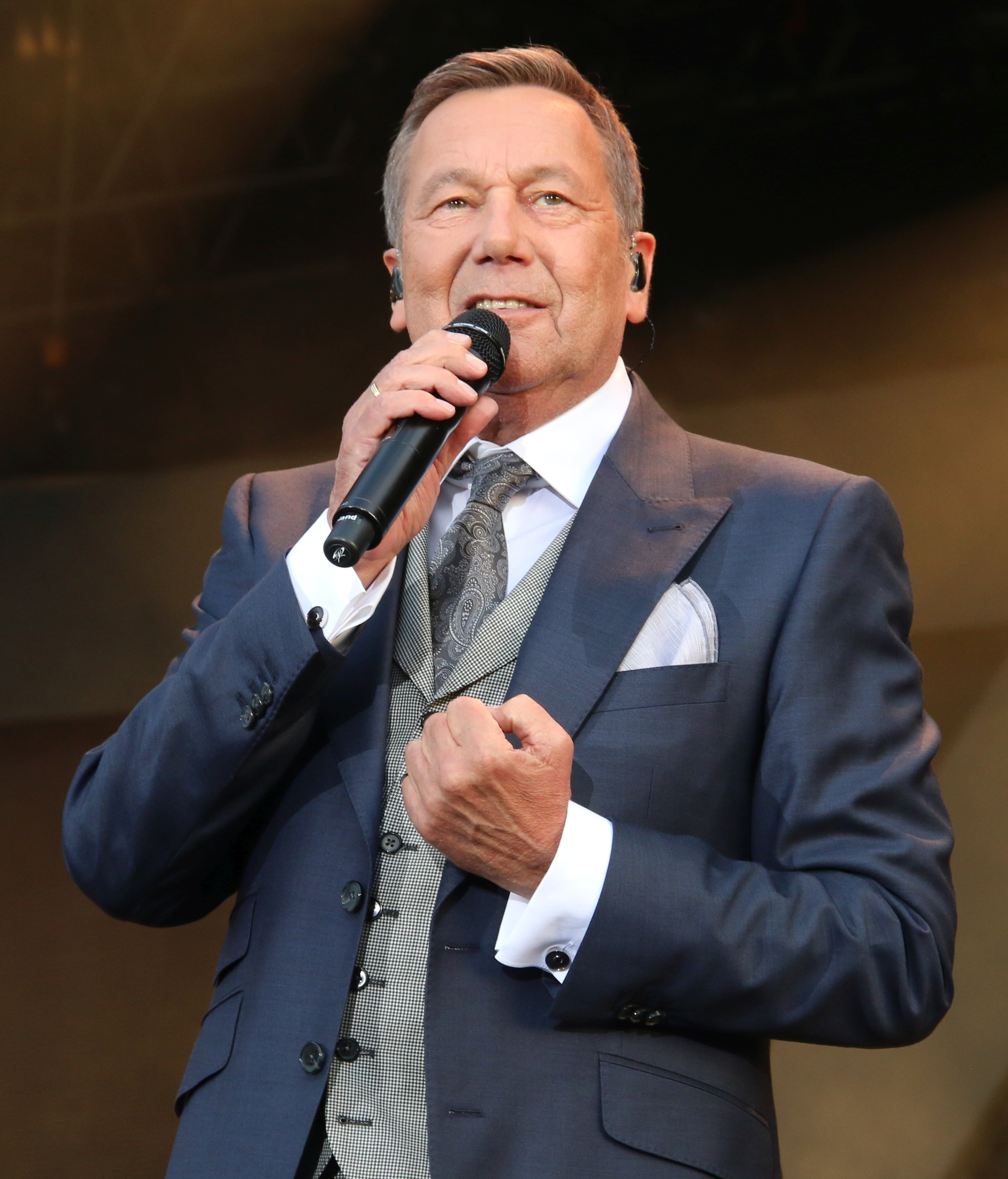
Roland Kaiser (2016)

Roland Kaiser (Berlín, Alemania, 10 de mayo de 1952 como Ronald Keiler) es un cantautor de Schlager de Alemania. Roland Kaiser es uno de los cantantes de Schlager alemán con más éxito.

## Biografía
Roland Hengst trabajaba como ejecutivo de marketing en una empresa automovilística cuando fue descubierto por el productor alemán Gerd Kämpfe. En 1974 lanzó su primer sencillo bajo su nombre artístico Roland Kaiser - Was ist wohl aus ihr geworden? - y en 1976 entró por primera vez en las listas de ventas con Frei, das heißt allein que alcanzaría el puesto 14 en la lista de la República Federal Alemana. En 1980 participó en el Festival de la Canción de Eurovisión, pero no ganó. 
Ese mismo año consiguió su mayor éxito de ventas con la canción "Santa María", número uno en las listas de la RFA durante 6 semanas.